# Нахуцришвили, Леван
Леван Нахуцришвили (груз. ლევან ცარელაშვილი; род. 13 июля 1989) — грузинский самбист и дзюдоист, призёр первенств Грузии по дзюдо среди юниоров, чемпион Грузии по самбо, чемпион и призёр чемпионатов Европы и мира по самбо, призёр розыгрыша Кубка мира, чемпион Европейских игр 2019 года в Минске по самбо. Выступал в первой (до 68 кг) и второй (до 74 кг) полусредней весовых категориях.

## Выступления на чемпионатах страны
- Чемпионат Грузии по самбо 2018 года — ;
- Чемпионат Грузии по самбо 2021 года — ;